# Quatre Figures sur l'escalier
Quatre Figures sur l'escalier est une huile sur toile de Bartolomé Esteban Murillo, exécutée vers 1655-1660 et actuellement conservée au musée d'Art Kimbell, lequel en fit l'acquisition auprès des héritiers de Charles Russell Feldman en 1984. L'œuvre, qui pourrait représenter une entremetteuse, se distingue par sa rareté au sein de la production de l'artiste et par son caractère largement inédit dans le contexte de l'art espagnol de l'époque,.